# Luki Botha
Pas d'image ? Cliquez ici
Luki Botha, de son vrai nom Lukas Jacobus Botha, est un pilote automobile sud-africain né le 16 janvier 1930 à Pretoria et mort le 17 octobre 2006 dans la même ville. Il participe à de nombreuses courses d'endurance, de voitures de sport et de Formule 1 en Afrique entre 1965 et 1967 ainsi qu'au Grand Prix automobile d'Afrique du Sud 1967.

## Carrière
Luki Botha commence sa carrière dans des courses de voitures de sport en Afrique du Sud, d'abord au volant d'une Dart-Ford avant de passer sur une Lotus 23. Il remporte cinq victoires de catégorie en 1966.
Après un accident avec cette voiture, il achète une Elva à laquelle il greffe un moteur de Porsche RS5. Il remporte huit victoires, notamment à Bulawayo ou lors du Grand Prix d'Angola, devant les Lola, Porsche et Ford d'usine.

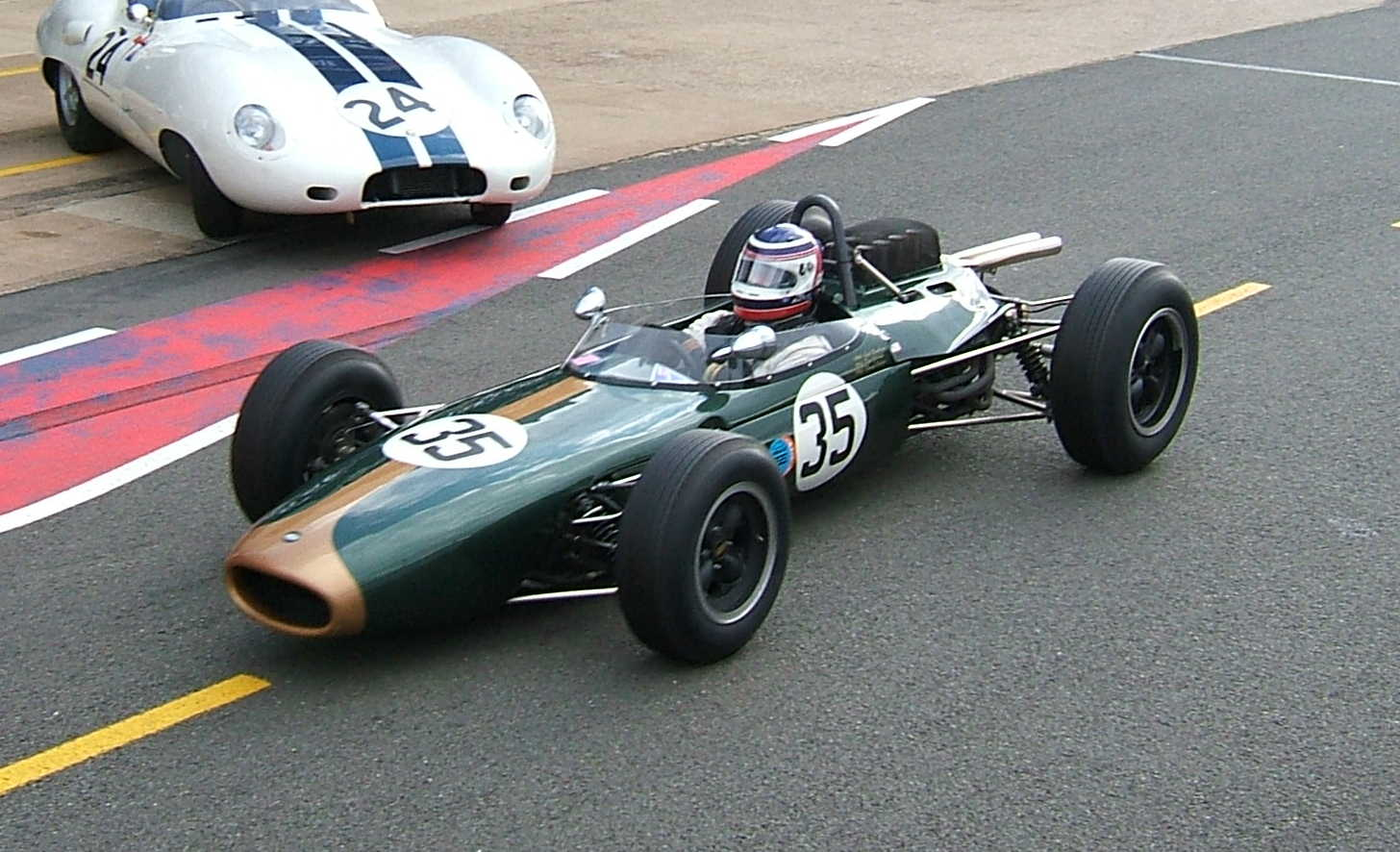
Une Brabham BT11, comparable à celle que Luki Botha pilote.

En 1967, il s'essaye à la Formule 1 en s'inscrivant à diverses courses du Championnat d'Afrique du Sud avec une Brabham BT11 ; il termine deuxième de sa première course, le Grand Prix automobile de Rhodésie. Il s'inscrit également au Grand Prix automobile d'Afrique du Sud 1967 comptant pour le championnat du monde ; qualifié dix-septième, il n'est pas classé : au 38e tour, victime d'une panne mécanique, il repart avec l'aide d'un spectateur mais a concédé vingt tours de retard.
Lors d'une course de voitures de sport à Lourenço Marques, au Mozambique, il est victime d'un accident et sa voiture percute les spectateurs, tuant neuf personnes et en blessant dix-sept. Cet accident lui fait perdre l'envie de continuer la course automobile et il prend sa retraite sportive.
Botha devient alors ingénieur civil à Soweto puis à East London. Plus tard il retourne à Pretoria pour prendre le poste de président du conseil municipal de Tshwane.

## Résultats en championnat du monde de Formule 1
| Saison | Écurie | Châssis      | Moteur    | Pneus | GP disputés | Pole Positions | Victoires | Records du tour | Points inscrits | Classement |
| ------ | ------ | ------------ | --------- | ----- | ----------- | -------------- | --------- | --------------- | --------------- | ---------- |
| 1967   | Privé  | Brabham BT11 | Climax L4 | ?     | 1           | 0              | 0         | 0               | 0               | n.c        |